# 小相岭隧道
小相岭隧道，位于峨广铁路峨米段喜德站和越西站之间，隧道穿越小相岭主脉，全长21,775米，2022年12月26日开通运营，为成昆铁路扩能改造工程后的最长隧道。